# Jacobus Maestertius
 Jacobus Maestertius  (Dendermonde, 1610 - Leiden, 5 april 1658) was een rechtsgeleerde, hoogleraar en rector magnificus van de Universiteit van Leiden.

## Leven en werk
Jacobus Maestertius (Jacob Maestert) was van Engelse oorsprong, geboren te Dendermonde. Na een verblijf te Parijs ging hij studeren te Leuven, o.a. bij Valerius Andreas. Na een reis naar Engeland, Frankrijk en Italië, schreef hij zich in 1634 in bij de Universiteit van Leiden. Daar werd hij doctor in de beide rechten. In hetzelfde jaar ging hij doceren in het leenrecht. Vanaf 1639 tot aan zijn dood in 1653 was hij hoogleraar. Zijn opvolger was Albertus Rusius.
In 1653 was hij rector magnificus van de Universiteit van Leiden. In die functie werd hij door Abrahamus Heidanus opgevolgd.

### Privéleven
Maestertius woonde bij de Pieterskerk in Leiden. Hij trouwde daar op 8 februari 1647 met Maria van der Aer.
Hij werd zowel door Christina I van Zweden als Karel II van Engeland geridderd.
In 1655 kocht hij de buitenplaats Rosenburgh in Voorschoten met veel land voor 37.000 gulden. Daarna noemde hij zich Heer van Rosenburgh (en Misterton).

## Publicaties
- Justitia Romanarum legum Libri duo: In quibus primum Ius Civile a communis scholae calumniis vindicatur. Leiden 1634 (Online),1647 (Online)
- Sedes illustrium materiarum ex libris universi juris selectae. Annotatis auctoribus qui quamque scriptis suis illustrarunt. Leiden 1636 (Online) cum augmento. Leiden 1659, 1664,
- Dissertatio de artificio juridice disputandi. Leiden 1636
- Tractatus tres. Quorum Primus de Lege commissoria in pignoribus. Alter de compensationibus. Tertius de Secundis nuptiis. Leiden 1639 (Online)
- Dissertatio de Imminuendo labore studii iuridici dissertatio. Leiden 1639
- Defensa Opinio, waartegen Regneri dupliceerde:Duplicatio adversus Defensam Opinionem Jacobi Maestertii JC. Leiden 1640
- De vi ac postestate, quam Juris Gentium Conventiones ad obligandum habent, Jure populi Romani. Leiden 1640
- Imp. Iustiniani Sacratissimi Principis, Institutionum sive elementorum libri IIII. Accessere ex Digestis tituli de Verborum Significatione et de Regulis Iuris. Leiden 1643
- Illustrium Materiarum prima rudimenta,CXLV Disputationibus comprehensa publicoque examini in Alma Leydensi Academia subjecta. Leiden 1646
- Beschrijving van stadt en landt van Dendermonde en Costuymen. Leiden 1646 (Online)
- Exercitatio juridica, continens quaestionum de Jure primogeniturae Centuriam Singularem. Leiden 1652
- Analysis Juris Feudalis.
- Jurisprudentiae in Academia Lugduno-Batavâ Antecessoris celeberrimi; sedium atque Tractatuum illustrium Juris materiarum omnium.
- Petri Castalii Opera, legum summariis ac notis illustrata.
- Commentaria in Pandectas.

- Biblioteca Nacional de España: XX1682762
- Biografisch Portaal: 50207761
- Digitale Bibliotheek voor de Nederlandse Letteren: maes025
- Gemeinsame Normdatei: 130100757
- International Standard Name Identifier: 0000 0001 0653 5311
- Library of Congress Control Number: n2001061513
- Nationale Bibliotheek van Tsjechië: xx0127989
- Nederlandse Thesaurus van Auteursnamen: 07015063X
- Istituto Centrale per il Catalogo Unico: BVEV060924
- LIBRIS: 315608
- Système universitaire de documentation: 127425217
- Virtual International Authority File: 28168490
- WorldCat: E39PBJcwFwpmhYPfpVT6Vrr6rq